# Mikroregion Oliveira

Mikroregion Oliveira

Mikroregion Oliveira – mikroregion w brazylijskim stanie Minas Gerais należący do mezoregionu Oeste de Minas.

## Gminy
- Bom Sucesso
- Carmo da Mata
- Carmópolis de Minas
- Ibituruna
- Oliveira
- Passa Tempo
- Piracema
- Santo Antônio do Amparo
- São Francisco de Paula